# ام‌اس پرینسندم (۱۹۷۳)
ام‌اس پرینسندم (۱۹۷۳) (به انگلیسی: MS Prinsendam (1973)) یک کشتی بود که طول آن ۴۲۷ فوت (۱۳۰ متر) بود.